# Луцій Корнелій Малугінен Урітін
Луцій Корнелій Малугінен Урітін (Lucius Cornelius Maluginensis Uritinus; ? — близько 453 до н. е.) — політичний та військовий діяч ранньої Римської республіки, консул 459 року до н. е.

## Життєпис
Походив з патриціанського роду Корнеліїв. Син Сервія Корнелія Малугінена Косса, консула 485 року до н. е. Про молоді роки нічого невідомо. Також досі не з'ясовано значення агномена «Урітін».
У 459 році до н. е. обрано консулом разом з Квінтом Фабієм Вібуланом. Під час своєї каденції з успіхом воював проти вольсків. Спочатку захищав місто, в той час як Вібулан атакував еквів та вольсків. Після цього захопив місто Анцій, за що отримав від сенату право на тріумф. Після цього разом з колегою запобіг прийняттю закону Терентілія на користь плебсу. Наприкінці каденції разом з Вібуланом здійснив люстр громадян республіки, за яким останніх виявлено 117 319 осіб.
У 449 році до н. е. намагався допомогти й захистити свого двоюрідного брата Марка Корнелія Малугінена, члена колегії децемвірів, під час дебатів у сенаті стосовно скасування колегії й відновлення консулату. Подальша доля невідома.

## Родина
- Марк Корнелій Малугінен, консул 436 року до н. е.